# József Kardos
József Kardos (29. března 1960 Nagybátony – 28. července 2022) byl maďarský fotbalista, záložník. V roce 1983 byl vyhlášen maďarským fotbalistou roku.

## Fotbalová kariéra
V maďarské lize hrál za Újpesti Dózsa SC, Vasas SC a Váci Izzó MTE, nastoupil ve 262 ligových utkáních a dal 38 gólů. S týmem Dózsa Újpest získal v roce 1979 mistrovský titul a třikrát maďarský fotbalový pohár. V řecké lize hrál za Apollon Kalamarias, nastoupil v 17 utkáních a dal 2 góly. V Poháru mistrů evropských zemí nastoupil ve 4 utkáních, v Poháru vítězů pohárů nastoupil v 10 utkáních a dal 2 góly a v Poháru UEFA nastoupil ve 2 utkáních a dal 1 gól. Za maďarskou reprezentaci nastoupil v letech 1980–1987 ve 33 utkáních a dal 3 góly. Byl členem maďarské reprezentace na Mistrovství světa ve fotbale 1986, nastoupil ve 3 utkáních.

## Ligová bilance
| Ročník                   | Zápasy | Góly | Klub               |
| ------------------------ | ------ | ---- | ------------------ |
| 1. maďarská liga 1978/79 | 26     | 3    | Újpesti Dózsa SC   |
| 1. maďarská liga 1979/80 | 21     | 3    | Újpesti Dózsa SC   |
| 1. maďarská liga 1980/81 | 30     | 3    | Újpesti Dózsa SC   |
| 1. maďarská liga 1981/82 | 328    | 8    | Újpesti Dózsa SC   |
| 1. maďarská liga 1982/83 | 25     | 4    | Újpesti Dózsa SC   |
| 1. maďarská liga 1983/84 | 25     | 7    | Újpesti Dózsa SC   |
| 1. maďarská liga 1984/85 | 28     | 3    | Újpesti Dózsa SC   |
| 1. maďarská liga 1985/86 | 15     | 2    | Újpesti Dózsa SC   |
| 1. maďarská liga 1986/87 | 26     | 4    | Újpesti Dózsa SC   |
| 1. maďarská liga 1987/88 | 1      | 0    | Újpesti Dózsa SC   |
| 1. maďarská liga 1987/88 | 13     | 0    | Vasas SC           |
| 1. maďarská liga 1988/89 | 7      | 0    | Vasas SC           |
| Řecká Superliga 1988/89  | 17     | 2    | Apollon Kalamarias |
| 1. maďarská liga 1989/90 | 13     | 0    | Váci Izzó MTE      |
| CELKEM 1. maďarská liga  | 262    | 38   |                    |
| CELKEM Řecká Superliga   | 13     | 0    |                    |